# جانی گیتار واتسن
جان واتسن جونیور (به انگلیسی: John Watson Jr.) که در دنیای حرفه‌ای با نام جانی گیتار واتسن (انگلیسی: Johnny "Guitar" Watson; ۳ فوریهٔ ۱۹۳۵ – ۱۷ مهٔ ۱۹۹۶) شناخته می‌شد، موسیقی‌دان
سبک بلوز، سول و فانک اهلل ایالات متحده آمریکا بود. وی بین سال‌های ۱۹۵۲ تا ۱۹۹۶ میلادی فعالیت می‌کرد. او شومنی جذاب بود که گیتار را شبیه به تی-بون واکر می‌نواخت.